# The dB's
The dB's sono un gruppo power/jangle pop statunitense di New York.
Tutti i membri originari, Peter Holsapple (chitarra e voce), Chris Stamey (chitarra e voce), Will Rigby (batteria) e Gene Holder (basso) erano originari di Winston-Salem nella Carolina del Nord. Sono considerati assieme ai Let's Active i maggiori esponenti del jangle pop dei primi anni 80, un passaggio tra i Big Star e i R.E.M..

## Storia
Nel 1978 il gruppo nacque come "Chris Stamey and the dB's" e comprendeva anche Will Rigby e Gene Holder, già membro con Stamey negli Sneakers. Lo stesso anno pubblicarono il primo singolo (I Thought) You Wanted to Know.
Sempre nel 1978 si aggiunse Peter Holsapple ed il nome divenne semplicemente "dB's". Firmarono per la Albion con cui pubblicarono il primo album solo tre anni dopo. Questo esordio, Stands for Decibels, venne apprezzato dalla critica ma ottenne uno scarso successo commerciale. La loro è una rivisitazione sperimentale e psichedelica del power pop.
Nel 1982 uscì il loro secondo album, Repercussion. Sempre nel 1982 Stamey lasciò il gruppo per intraprendere la carriera solista e quella di produttore discografico, collaborò anche con i Golden Palominos. A Stamey subentrò Rick Wagner, con la nuova formazione il gruppo pubblicò il terzo album Like This per la Bearsville Records. L'ultimo album di questo periodo fu The Sound of Music del 1987 che vide la presenza di Jeff Beninato al basso, meno sperimentale dei precedenti. Nacque senza il necessario supporto promozionale della casa discografica e malgrado contenga dei potenziali hit non ottenne successo commerciale.
Nel 1988 il gruppo si sciolse; i componenti continuarono l'attività musicale separatamente. Holsapple si unì ai Continental Drifters, per poi pubblicare un album da solista e collaborare con gli Hootie and the Blowfish, Rigby suonò come batterista per molti artisti tra cui Steve Earle, mentre Holder si unì ai Wygals.
Nel 1991 Stamey e Holsapple diedero vita all'omonimo duo che portò alla pubblicazione dell'album Mavericks.
Nel 1994, Holsapple, Rigby e Beninato riformarono il gruppo, e con l'aggiunta di Eric Paterson pubblicarono Paris Avenue.
Nel 2005 il gruppo si riunì di nuovo per la registrazione della cover del brano What Becomes of the Brokenhearted, pubblicata su iTunes e per alcuni concerti tenutisi tra New York e Chicago nei due anni successivi.
Nel 2012 hanno pubblicato un nuovo lavoro: Falling Off the Sky.

## Discografia
- Stands for Decibels  (Albion Records 1981)
- Repercussion  (Albion 1982)
- Like This  (Bearsville Records 1984)
- The Sound of Music  (I.R.S. Records 1987)
- Ride the Wild Tom-Tom  (Rhino Records 1993)
- Paris Avenue  (Monkey Hill Records 1994)
- Falling Off the Sky (Bar/None 2012)